# Abel-Louis de Sainte-Marthe
Abel-Louis de Sainte-Marthe (Parigi, 13 agosto 1621 – Saint-Paul-aux-Bois, 7 aprile 1697) è stato un religioso francese, generale dell'ordine degli oratoriani.

## Biografia
Abel-Louis de Sainte-Marthe appartenne alla famiglia Sainte-Marthe, una famiglia di celebri umanisti ed eruditi francesi vissuti nei secoli XVI e XVII. Era figlio del poeta Abel (1566-1652) e quindi nipote del poeta Scévole I (1536-1623). Due fratelli del padre, i gemelli Scévole II (1571-1650) e Louis (1571-1656), si erano dedicati agli studi storiografici e genealogici.
Abel-Louis de Sainte-Marthe divenne dapprima avvocato (1641), successivamente entrò nell'Ordine degli oratoriani ed era generale dell'ordine nel 1672, anno in cui chiese ai membri del suo ordine di sottomettersi ai decreti del Papa; nel 1675 chiese ai professori di teologia di limitare il loro insegnamento a sant'Agostino di Ippona e a san Tommaso d'Aquino, interpretati tuttavia secondo la dottrina cattolica. Come suo nonno Scévole I non interruppe mai i rapporti con i giansenisti per cui fu censurato dall'arcivescovo di Parigi Harlay e costretto alle dimissioni.
Nella sua attività di erudito raccolse grande quantità sia per Gallia Christiana che per una raccolta ancora più ampia intitolata Orbis christianus.